# シーエヌ建設
シーエヌ建設株式会社（シーエヌけんせつ、英: CN Construction Co.,Ltd.）は、愛知県名古屋市中村区に本社を置くJR東海グループの建設会社である。

## 概要
1949年（昭和24年）2月に会社設立。主にJR東海の在来線・新幹線の軌道工事や土木・建築工事など行っている。

## 沿革
- 1949年（昭和24年）2月 - 「鉄道請願工業株式会社」として設立。
- 1956年（昭和31年）7月 - 「中部施設工業株式会社」に商号を変更。
- 1992年（平成4年）6月 - 名古屋軌道工業株式会社を吸収合併し「シーエヌ建設株式会社」に商号を変更。
- 2000年（平成12年）12月8日 - ISO 9001認証を取得。

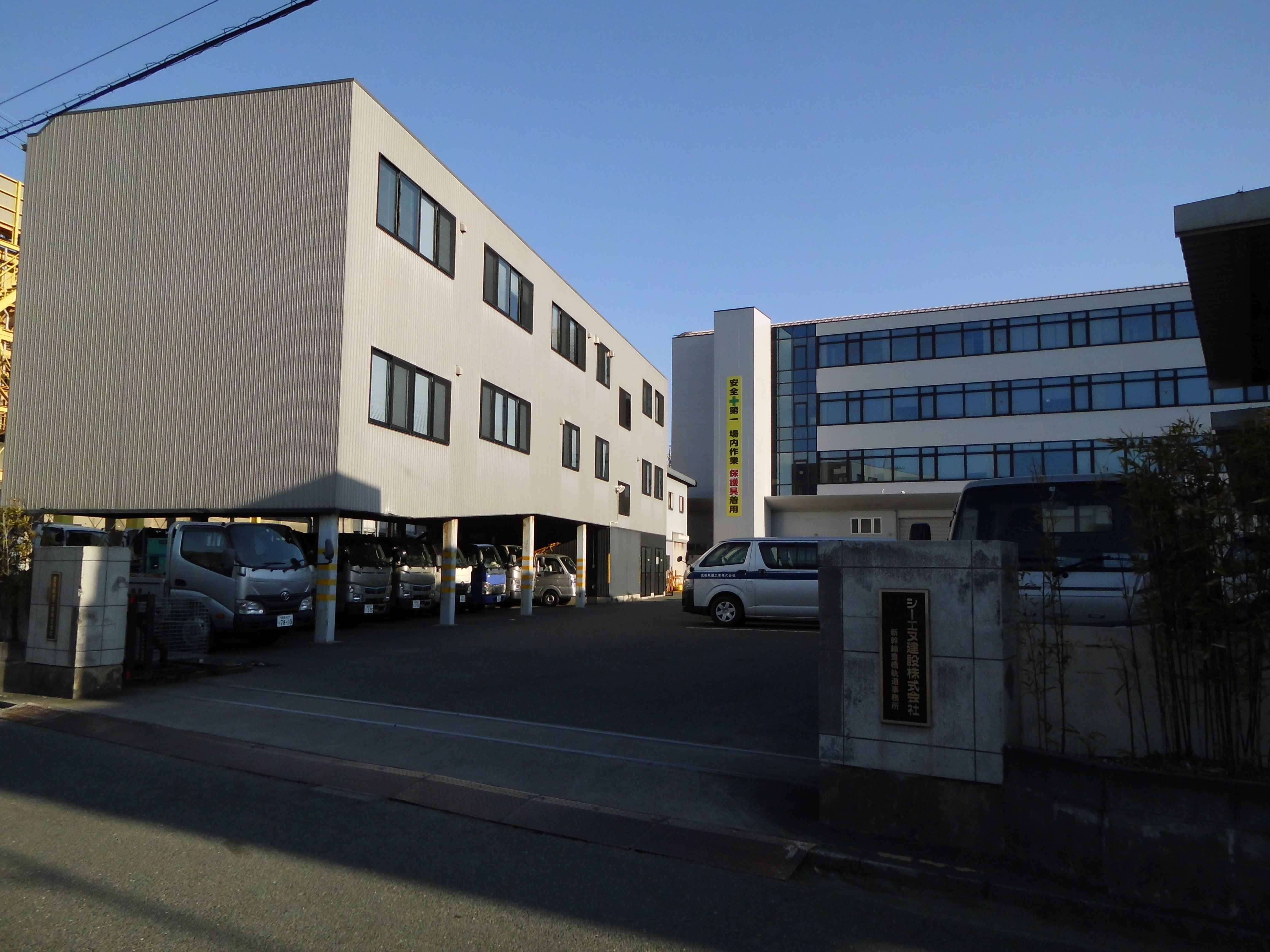
豊橋支社
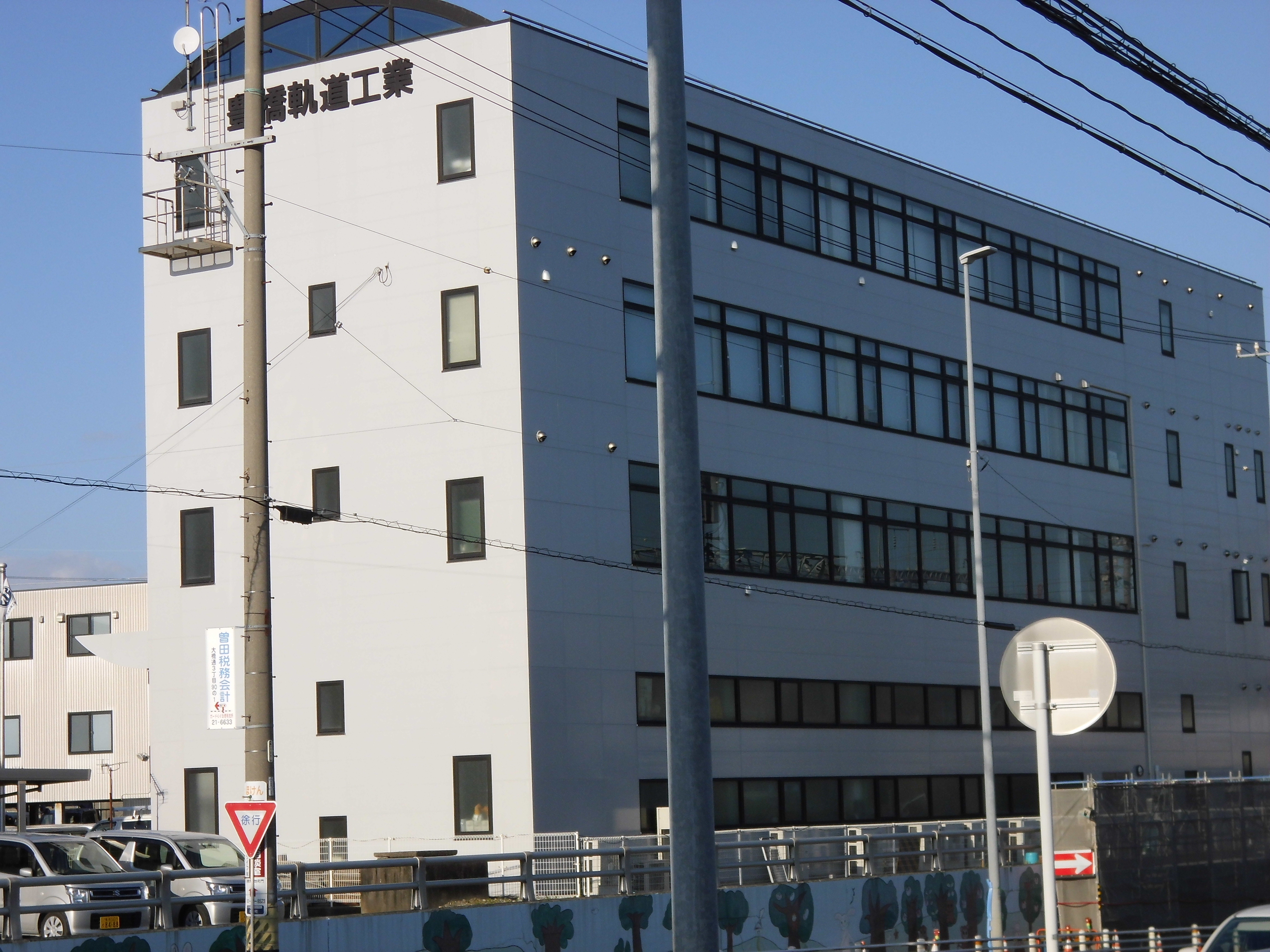
子会社の豊橋軌道工業（CN建設豊橋支社ビル兼）